# Port de la Carrasqueta
Der Port de la Carrasqueta (Schreibweise auf valencianisch) ist eine Passstraße in der Bergregion Carrasqueta in Spanien südlich der Stadt Alcoy. Der Passübergang wird auf Spanisch als Puerto de la Carrasqueta bezeichnet.
Die spanische Fernstraße N340 (Barcelona–Cádiz) führt über diese 1024 m hohe Bergstraße. Sie ist eine Binnenverbindung zwischen den beiden spanischen Großstädten Valencia im Norden und Alicante im Süden.
Seit Fertigstellung der westlich vorbeiführenden mautfreien Autovía A-7 in 2011 wird die Carrasqueta nur noch wenig benutzt. Sie ist für den LKW-Verkehr gesperrt. Die landschaftlich überaus reizvolle Bergstraße hat inzwischen nur noch touristische Bedeutung. Im Bereich der Passhöhe befinden sich einfache Rastplätze. Das Mittelmeer befindet sich in direkter Luftlinie weniger als 20 km entfernt.